# Macrogomphus seductus
Macrogomphus seductus är en trollsländeart som beskrevs av Fraser 1926. Macrogomphus seductus ingår i släktet Macrogomphus och familjen flodtrollsländor. IUCN kategoriserar arten globalt som otillräckligt studerad. Inga underarter finns listade i Catalogue of Life.